# Dacnophora setithorax
Dacnophora setithorax är en tvåvingeart som beskrevs av Borgmeier 1961. Dacnophora setithorax ingår i släktet Dacnophora och familjen puckelflugor. Inga underarter finns listade i Catalogue of Life.